# Aloe ambositrae
Aloe ambositrae là một loài thực vật có hoa trong họ Măng tây. Loài này được J.-P.Castillon mô tả khoa học đầu tiên năm 2008.